# Kozodawy
Kozodawy – wieś w Polsce położona w województwie lubelskim, w powiecie hrubieszowskim, w gminie wiejskiej Hrubieszów.
| SIMC    | Nazwa            | Rodzaj    |
| ------- | ---------------- | --------- |
| 0889309 | Łotoszyny        | Kolonia   |
| 0889284 | Kolonia Kozodawy | Część wsi |
| 0889290 | Kozodawki        | Część wsi |

Wieś starostwa hrubieszowskiego położona była w XVIII wieku w ziemi chełmskiej. W XIX siedziba gminy Kozodawy. W latach 1950. siedziba gromady Kozodawy. W latach 1954–1959 wieś należała i była siedzibą władz gromady Kozodawy, po jej zniesieniu w gromadzie Czerniczyn. W latach 1975–1998 miejscowość administracyjnie należała do województwa zamojskiego.
Wieś stanowi sołectwo gminy Hrubieszów. Według Narodowego Spisu Powszechnego (III 2011 r.) liczyła 291 mieszkańców i była osiemnastą co do wielkości miejscowością gminy.
W Kozodawach funkcjonowało gimnazjum. Obecnie w budynku dawnego Gminnego Gimnazjum im.Bolesława Chrobrego funkcjonuje Szkoła Podstawowa im. Bolesława Chrobrego w Ślipczu z siedzibą w Kozodawach
Wierni Kościoła rzymskokatolickiego należą do parafii św. Jana Chrzciciela w Czerniczynie.
Wieś w czasie II wojny światowej była osadą wojskową na co może wskazywać charakterystyczna zabudowa starych domów  